# Embankment (métro de Londres)
Embankment (prononcez [ˈembæɳkm(ə)nt]) est une station des lignes : Bakerloo line, Circle line, District line et Northern line du métro de Londres, en zone 1. Elle est située à Victoria Embankment et Charing Cross dans la Cité de Westminster.
Elle permet des correspondances : avec les trains des gares de Charing Cross, Waterloo-Est et Londres-Waterloo ; également avec les bateaux de navigation fluvial à Embankment Pier (en).

## Histoire
La station est mise en service le 30 mai 1870.
Le quai de la Northern Line en direction nord à Embankment reste le seul endroit du réseau londonien où l'une des premières annonces « Mind the gap » peut être entendue, enregistrée par l'acteur Oswald Laurence,.

## À proximité
- Victoria Embankment
- Charing Cross
- Gare de Charing Cross
- Gare de Waterloo-Est
- Gare de Londres-Waterloo
- Embankment Pier (en)
- Hungerford Bridge